# (34830) 2001 SQ227
2001 SQ227 (asteroide 34830) é um asteroide da cintura principal. Possui uma excentricidade de 0.10910890 e uma inclinação de 7.13709º.
Este asteroide foi descoberto no dia 19 de setembro de 2001 por LINEAR em Socorro.